# Nekrolog 3. Quartal 1978
Nekrolog
◄◄
| ◄
| 1974
| 1975
| 1976
| 1977
| 1978 | 1979 | 1980 | 1981 | 1982 | ► | ►►
1. Quartal |
2. Quartal |
3. Quartal |
4. Quartal 1978
Weitere Ereignisse | Allgemeiner Nekrolog 1978
Die Beschreibung der verstorbenen Person sollte so kurz wie möglich gehalten sein und nur deren signifikante Tätigkeit(en) enthalten.
Neue Namen ggf. auch unter dem Geburts- und Sterbedatum, also etwa unter 1. Januar und im Geburts- und Sterbejahr (2024) eintragen (nur bei entsprechender großer Wichtigkeit). Für Beispiele siehe die schon vorhandenen Artikel.
Außerdem über die fünf zuletzt Verstorbenen, zu denen es einen ausreichend guten Artikel für eine Präsentation auf der Hauptseite gibt, nach der todesbedingten Überarbeitung der Artikel ggf. auch unter Wikipedia Diskussion:Hauptseite informieren und sie am besten auch in den anderen Wikipedia-Sprachversionen eintragen. Tipp: Regelmäßig bei news.google.de nach „ist tot“, „gestorben“ oder „verstorben“ suchen.
Wenn eine Person gestorben ist, gibt es viele Seiten zu dieser Person in der Wikipedia, die davon auch betroffen sind und entsprechend aktualisiert werden müssen. Beispiele: Namenübersichtsseite, Geburtsjahr, Geburtsort-Seiten und viele mehr.
Wie finde ich die betroffenen Seiten?
Im Suchfeld auf der linken Seite gibt man den Suchbegriff so ein: „Vorname Nachname“. Dann klickt man auf Volltext und alle Seiten mit entsprechendem Suchtext werden aufgerufen. Hier sieht man dann schnell, wo auch das Todesjahr Sinn macht oder sogar ein Teil des Artikels angepasst werden muss. Auch hilft das „Werkzeug“ auf der linken Seite sehr gut, um solche Seiten aufzufinden: „Links auf diese Seite“. Somit ist die Wikipedia wieder aktuell in allen Bereichen! Hinweis: bei Eintragung der Kategorie „Gestorben JAHR“ wird der Missbrauchsfilter 49 ausgelöst, was jedoch nicht schlimm ist. Siehe: Spezial:Missbrauchsfilter/49
Dies ist eine Liste von im dritten Quartal 1978 verstorbenen bekannten Persönlichkeiten. Die Einträge erfolgen innerhalb der einzelnen Daten alphabetisch sortiert. Tiere sind im Nekrolog für Tiere zu finden.

## Juli
| Tag      | Name                                      | Beruf, bekannt als                                                                                | Alter | Beleg |
| -------- | ----------------------------------------- | ------------------------------------------------------------------------------------------------- | ----- | ----- |
| 1. Juli  | Claude Eatherly                           | amerikanischer Militärpilot                                                                       | 59    |       |
| 1. Juli  | René Malaise                              | schwedischer Entomologe und Reiseschriftsteller                                                   | 85    |       |
| 1. Juli  | Abdylas Maldybajew                        | kirgisischer Komponist und Opernsänger mit der Stimmlage Tenor                                    | 71    |       |
| 1. Juli  | Fritz Möhler                              | deutscher Goldschmied und Professor                                                               | 81    |       |
| 1. Juli  | George Stout                              | amerikanischer Kunstschutz-Spezialist und Museumsdirektor                                         | 80    |       |
| 1. Juli  | Kurt Student                              | deutscher Generaloberst der Luftwaffe im Zweiten Weltkrieg                                        | 88    |       |
| 1. Juli  | Jean Thépenier                            | französischer Automobilrennfahrer und -händler                                                    | 64    |       |
| 2. Juli  | Aris Alexandrou                           | griechischer Schriftsteller                                                                       | 55    |       |
| 2. Juli  | Pierre Charbonnier                        | französischer Filmarchitekt                                                                       | 80    |       |
| 2. Juli  | Luca Pietromarchi                         | italienischer Diplomat                                                                            | 83    |       |
| 3. Juli  | James Daly                                | US-amerikanischer Film- und Theaterschauspieler                                                   | 59    |       |
| 3. Juli  | Horst Hanson                              | deutscher Biochemiker                                                                             | 67    |       |
| 3. Juli  | Heinrich Kost                             | deutscher Industrie-Manager, Generaldirektor der Bergwerksgesellschaft Rheinpreußen               | 88    |       |
| 3. Juli  | George Lawson                             | britischer Politiker                                                                              | 71    |       |
| 3. Juli  | Leopold Rother                            | deutscher Architekt, Stadtplaner und Pädagoge in Kolumbien                                        | 83    |       |
| 3. Juli  | Johann Lorenz Schmidt                     | deutscher kommunistischer Parteifunktionär und Wirtschaftswissenschaftler ungarischer Herkunft    | 77    |       |
| 3. Juli  | Camille Titeux                            | französischer Politiker, Mitglied der Nationalversammlung                                         | 68    |       |
| 3. Juli  | Hermann Weidhaas                          | deutscher Kulturhistoriker                                                                        | 74    |       |
| 4. Juli  | Carola Braunbock                          | deutsche Schauspielerin                                                                           | 54    |       |
| 4. Juli  | Ernst Bulthaup                            | deutscher Politiker (SPD), MdL                                                                    | 73    |       |
| 4. Juli  | Assen Suitschmesow                        | bulgarischer Geschäftsmann                                                                        | 78    |       |
| 4. Juli  | Edith von Voigtländer                     | deutsche Violinistin                                                                              | 86    |       |
| 5. Juli  | Bernhard Boine                            | deutscher Politiker (CDU), MdL                                                                    | 65    |       |
| 5. Juli  | Liselotte Nold                            | deutsche Sozialarbeiterin                                                                         | 66    |       |
| 6. Juli  | Gustav Burmester                          | deutscher Schauspieler, aber vor allem Fernseh- und Hörspielregisseur                             | 73    |       |
| 6. Juli  | Herbert Eklöh                             | deutscher Unternehmer                                                                             | 73    |       |
| 6. Juli  | Ernest Marples, Baron Marples             | britischer Minister und Unternehmer                                                               | 70    |       |
| 6. Juli  | Margarete Oehm                            | deutsche Malerin, Ehefrau des Malers Willi Baumeister                                             | 80    |       |
| 6. Juli  | Denys Lionel Page                         | britischer Klassischer Philologe und Papyrologe                                                   | 70    |       |
| 6. Juli  | Babe Paley                                | US-amerikanische Mode-Ikone                                                                       | 63    |       |
| 6. Juli  | Antoine Seilern und Aspang                | österreichisch-britischer Kunsthistoriker und Kunstsammler                                        | 76    |       |
| 6. Juli  | Wilhelm Söth                              | deutscher Offizier, zuletzt Generalmajor im Zweiten Weltkrieg                                     | 75    |       |
| 6. Juli  | Willi Ulmer                               | deutscher Architekt                                                                               |       |       |
| 7. Juli  | Karl Heinrich Bauer                       | deutscher Chirurg und Sanitätsoffizier, Rektor der Universität Heidelberg                         | 87    |       |
| 7. Juli  | Lilly Flohr                               | österreichische Sängerin, Theater- und Stummfilmschauspielerin                                    | 84    |       |
| 7. Juli  | Francisco Mendes                          | guinea-bissauischer Widerstandskämpfer und Politiker (PAIGC), Premierminister von Guinea-Bissau   | 39    |       |
| 7. Juli  | Kurt Schröder                             | deutscher Mathematiker                                                                            | 68    |       |
| 7. Juli  | Kurt von Stutterheim                      | deutscher Journalist und Autor                                                                    | 90    |       |
| 7. Juli  | Mary Swanzy                               | irische Malerin                                                                                   | 96    |       |
| 7. Juli  | Henry Trefflich                           | deutsch-US-amerikanischer Tierhändler                                                             | 70    |       |
| 8. Juli  | Alexander Besser                          | deutscher Jurist, Journalist und Schriftsteller                                                   | 78    |       |
| 8. Juli  | Hertha von Gebhardt                       | deutsche Autorin                                                                                  | 82    |       |
| 8. Juli  | Antoinette Giroux                         | kanadische Schauspielerin                                                                         | 78    |       |
| 8. Juli  | Olga Freiin von Lersner                   | deutsche Krankenschwester, Leiterin der Schwesternschule der Universität Heidelberg               | 80    |       |
| 8. Juli  | Osman Lins                                | brasilianischer Schriftsteller                                                                    | 54    |       |
| 8. Juli  | Ralph M. Stogdill                         | US-amerikanischer Psychologe und Professor                                                        | 73    |       |
| 9. Juli  | Stere Adamache                            | rumänischer Fußballspieler                                                                        | 36    |       |
| 9. Juli  | Adolf Homburger                           | austro-amerikanischer Rechtswissenschaftler                                                       |       |       |
| 9. Juli  | Otto Mörike                               | lutherischer Pfarrer und Widerstandskämpfer im Dritten Reich                                      | 81    |       |
| 9. Juli  | Abd ar-Razzaq an-Naif                     | irakischer Politiker und 1968 Premierminister Iraks                                               |       |       |
| 9. Juli  | Herbert Post                              | deutscher Schriftkünstler, Typograf und Buchgestalter                                             | 75    |       |
| 9. Juli  | Simon van Poelgeest                       | niederländischer Radrennfahrer                                                                    | 77    |       |
| 10. Juli | Albert von der Aa                         | Schweizer Politiker (SP) und Redakteur                                                            | 84    |       |
| 10. Juli | Joe Davis                                 | englischer Billardspieler                                                                         | 77    |       |
| 10. Juli | Kajetan Eßer                              | deutscher Franziskaner, Historiker und Franziskus-Forscher                                        | 65    |       |
| 10. Juli | Sauni Iiga Kuresa                         | samoanischer Komponist                                                                            | 78    |       |
| 10. Juli | John McDonough                            | US-amerikanischer Schiedsrichter im American Football                                             | 61    |       |
| 10. Juli | Gérard Moignet                            | französischer Linguist und Romanist                                                               | 66    |       |
| 10. Juli | Alfonso Paso                              | spanischer Dramatiker                                                                             | 51    |       |
| 10. Juli | John D. Rockefeller III                   | US-amerikanischer Präsident der Rockefeller-Stiftung                                              | 72    |       |
| 10. Juli | Ludmilla Schollar                         | russische Balletttänzerin                                                                         | 90    |       |
| 11. Juli | Gustav Kürti                              | österreichisch-amerikanischer Mathematiker und Physiker                                           | 75    |       |
| 11. Juli | Zivia Lubetkin                            | jüdische Widerstandskämpferin                                                                     | 63    |       |
| 11. Juli | Harold Rosenberg                          | US-amerikanischer Kunst- und Kulturkritiker                                                       | 72    |       |
| 11. Juli | Mili Weber                                | Schweizer Künstlerin                                                                              | 87    |       |
| 12. Juli | Esmond Harmsworth, 2. Viscount Rothermere | britischer Politiker, Mitglied des House of Commons und des House of Lords                        | 80    |       |
| 12. Juli | Freddy Jenkins                            | US-amerikanischer Jazztrompeter                                                                   | 71    |       |
| 12. Juli | Al J. Neiburg                             | US-amerikanischer Songwriter                                                                      | 75    |       |
| 12. Juli | Heinrich Rempel                           | deutscher Prähistoriker                                                                           | 77    |       |
| 12. Juli | Jay Williams                              | US-amerikanischer Autor von Science-Fiction, historischen Romanen und Theaterstücken              | 64    |       |
| 13. Juli | Jacques Duclaux                           | französischer Biochemiker und Chemiker (Physikalische Chemie)                                     | 101   |       |
| 13. Juli | Waldemar Fritsch                          | sudetendeutscher Porzellanplastiker                                                               | 69    |       |
| 13. Juli | Fritz Krauss                              | deutscher Marineoffizier, zuletzt Konteradmiral im Zweiten Weltkrieg                              | 80    |       |
| 13. Juli | Erich Leistner                            | deutscher Film-Tontechniker                                                                       | 82    |       |
| 13. Juli | Oliver Messel                             | britischer Modeschöpfer und Kostümbildner                                                         | 74    |       |
| 14. Juli | Hanna Adenauer                            | deutsche Kunsthistorikerin, Stadtkonservatorin in Köln                                            | 73    |       |
| 14. Juli | Gennaro Cassiani                          | italienischer Politiker                                                                           | 74    |       |
| 14. Juli | Charles Clyde Ebbets                      | US-amerikanischer Fotograf                                                                        | 72    |       |
| 14. Juli | Armando Gavagnin                          | italienischer Politiker, Bürgermeister von Venedig                                                | 76    |       |
| 14. Juli | Marija Israilewna Grinberg                | sowjetische Pianistin                                                                             | 69    |       |
| 14. Juli | Lennie Hastings                           | britischer Jazzmusiker                                                                            | 53    |       |
| 14. Juli | Gaston Ragueneau                          | französischer Langstreckenläufer                                                                  | 96    |       |
| 15. Juli | Grete Diercks                             | deutsche Schauspielerin                                                                           | 87    |       |
| 15. Juli | Bernhard Dörries                          | deutscher Maler                                                                                   | 80    |       |
| 15. Juli | Jenő Konrád                               | ungarischer Fußballspieler und -trainer                                                           | 83    |       |
| 15. Juli | Gerhard Luther                            | deutscher Leichtathlet                                                                            | 58    |       |
| 15. Juli | Maria Mayen                               | österreichische Kammerschauspielerin                                                              | 86    |       |
| 15. Juli | Dominic Paul McGuire                      | australischer Diplomat und Schriftsteller                                                         | 75    |       |
| 15. Juli | Friedrich Schack                          | deutscher Jurist und Hochschullehrer                                                              | 91    |       |
| 16. Juli | Howard Estabrook                          | preisgekrönter US-amerikanischer Drehbuchautor                                                    | 94    |       |
| 16. Juli | Alexander Holle                           | deutscher Generalleutnant im Zweiten Weltkrieg                                                    | 80    |       |
| 16. Juli | Jacob Klein                               | deutsch-amerikanischer Philosoph und Mathematiker                                                 | 79    |       |
| 16. Juli | R. Walter Riehlman                        | US-amerikanischer Politiker                                                                       | 78    |       |
| 17. Juli | Charles van Baar van Slangenburgh         | niederländischer Fußballspieler                                                                   | 76    |       |
| 17. Juli | John Joseph Boardman                      | US-amerikanischer Geistlicher, Weihbischof in Brooklyn                                            | 83    |       |
| 17. Juli | Heinrich Busse                            | deutscher Grafiker                                                                                | 77    |       |
| 17. Juli | Walter Czeratzki                          | deutscher Acker- und Pflanzenbauwissenschaftler                                                   | 65    |       |
| 17. Juli | Thayer David                              | US-amerikanischer Schauspieler                                                                    | 51    |       |
| 17. Juli | Karl Dellberg                             | Schweizer Politiker                                                                               | 92    |       |
| 17. Juli | Hans Ertl                                 | österreichischer Eishockeyspieler                                                                 | 69    |       |
| 17. Juli | Karl Keyßner                              | deutscher Klassischer Philologe und Gymnasialdirektor                                             | 71    |       |
| 17. Juli | Fjodor Dawydowitsch Kulakow               | sowjetischer Politiker                                                                            | 60    |       |
| 17. Juli | Gerhard Schutte                           | niederländischer Judoka                                                                           | 77    |       |
| 18. Juli | Paul Berger-Bergner                       | deutscher Maler                                                                                   | 74    |       |
| 18. Juli | Huberta von Bronsart                      | deutsche Biologin                                                                                 | 85    |       |
| 18. Juli | Brian Lewis, 2. Baron Essendon            | britischer Adeliger und Automobilrennfahrer                                                       | 74    |       |
| 18. Juli | Marcello Marchesi                         | italienischer Drehbuchautor und Filmregisseur                                                     | 66    |       |
| 18. Juli | Guy-Marie Riobé                           | französischer römisch-katholischer Geistlicher und Bischof                                        | 67    |       |
| 18. Juli | Wolf Strobel                              | deutscher Maler und Grafiker                                                                      | 63    |       |
| 19. Juli | Theodor von Brand                         | deutschamerikanischer Parasitologe                                                                | 78    |       |
| 19. Juli | Franz Elsner                              | österreichischer Maler                                                                            | 79    |       |
| 19. Juli | Georg Kipp                                | deutscher Politiker (KPD), MdL                                                                    | 72    |       |
| 19. Juli | Karl Sigmund Mayr                         | deutscher Volkswirt und Politiker (CSU)                                                           | 72    |       |
| 20. Juli | Teddy Bunn                                | US-amerikanischer Jazz-Gitarrist                                                                  | 68    |       |
| 20. Juli | Henry Greer                               | US-amerikanischer Hockeyspieler                                                                   | 78    |       |
| 20. Juli | Angelo Jacopucci                          | italienischer Boxer                                                                               | 29    |       |
| 20. Juli | Hugo Lotz                                 | deutscher Verwaltungsjurist                                                                       | 85    |       |
| 20. Juli | Gertrud Morgner                           | deutsche Politikerin, Mitbegründerin der KPD                                                      | 90    |       |
| 21. Juli | Wilhelm Jeppe                             | deutscher SS-Führer                                                                               | 78    |       |
| 21. Juli | Paul Kanis                                | deutscher Industrieller                                                                           | 79    |       |
| 21. Juli | Wilhelm Kraus                             | österreichischer Historiker                                                                       | 77    |       |
| 22. Juli | Bernhard Blume                            | deutschamerikanischer Dramatiker und Literaturwissenschaftler                                     | 77    |       |
| 22. Juli | André Chapelon                            | französischer Ingenieur                                                                           | 85    |       |
| 22. Juli | Michail Georgijewitsch Perwuchin          | russischer Politiker                                                                              | 73    |       |
| 22. Juli | Wilhelm Schniewind                        | deutscher Unternehmer und Sportfunktionär                                                         | 88    |       |
| 22. Juli | Peter Stegemann                           | deutsches Todesopfer an der innerdeutschen Grenze                                                 | 37    |       |
| 23. Juli | Ronald Algie                              | neuseeländischer Politiker, Jurist und Hochschullehrer                                            | 89    |       |
| 23. Juli | Erich Fascher                             | deutscher evangelischer Theologe und Politiker, MdV                                               | 80    |       |
| 23. Juli | Walter Jaroschowitz                       | deutscher Politiker (SPD), MdA                                                                    | 53    |       |
| 23. Juli | V. Everett Kinsey                         | US-amerikanischer Augen-Forscher und Biologe                                                      |       |       |
| 23. Juli | Hans Popp                                 | deutscher Politiker (CSU), MdL                                                                    | 69    |       |
| 23. Juli | Hans Strahm                               | Schweizer Bibliothekar und Historiker                                                             | 77    |       |
| 24. Juli | Arne Hülphers                             | schwedischer Jazzmusiker, Pianist und Kapellmeister                                               | 74    |       |
| 24. Juli | Ferdinand May                             | deutscher Urologe und Hochschullehrer                                                             | 80    |       |
| 24. Juli | Josef Mick                                | deutscher Politiker (CDU), MdB                                                                    | 64    |       |
| 24. Juli | Friedrich Uhlhorn                         | deutscher Honorarprofessor für hessische Landeskunde in Marburg                                   | 84    |       |
| 25. Juli | Giorgos K. Katsimbalis                    | griechischer Intellektueller, Literaturkritiker, Neogräzist und Literaturübersetzer               |       |       |
| 25. Juli | Koga Masao                                | japanischer Komponist                                                                             | 73    |       |
| 26. Juli | Herman Carl Andersen                      | US-amerikanischer Politiker                                                                       | 81    |       |
| 26. Juli | Mary Blair                                | US-amerikanische Grafikerin und Disney-Animatorin                                                 | 66    |       |
| 26. Juli | Emil Groll                                | deutscher Politiker (SPD), MdL                                                                    | 74    |       |
| 26. Juli | Wilhelm Radecke                           | deutscher Bankkaufmann und wirtschaftspolitischer Aktivist                                        | 79    |       |
| 26. Juli | Wilhelm Sander                            | deutscher Gewerkschafter und sozialdemokratischer Politiker                                       | 83    |       |
| 26. Juli | Wilfrid Tatham                            | britischer Hürden- und Mittelstreckenläufer                                                       | 79    |       |
| 27. Juli | Franz Greiter                             | österreichischer Rechtsanwalt, Politiker und Bürgermeister von Innsbruck                          | 81    |       |
| 27. Juli | Willem van Otterloo                       | niederländischer Dirigent, Cellist und Komponist                                                  | 70    |       |
| 28. Juli | Félix R. Bertrand                         | kanadischer Organist, Chorleiter und Komponist                                                    | 68    |       |
| 28. Juli | Severino Casara                           | italienischer Dokumentarfilmer                                                                    | 75    |       |
| 28. Juli | Ralph Gates                               | US-amerikanischer Politiker                                                                       | 85    |       |
| 28. Juli | Ursula Schneider                          | Schweizer Keramikerin, Malerin, Zeichnerin und Architektin                                        | 62    |       |
| 28. Juli | Hans Vogt                                 | Schweizer Komponist, Pianist und Dirigent                                                         | 69    |       |
| 29. Juli | Fritz Burgbacher                          | deutscher Politiker (CDU), MdB, MdEP                                                              | 77    |       |
| 29. Juli | Heinz Glaser                              | deutscher KPD- und SED-Funktionär, MdL                                                            | 58    |       |
| 29. Juli | Josef Jacobs                              | deutscher Jagdflieger im Ersten Weltkrieg                                                         | 84    |       |
| 29. Juli | Wesley La Violette                        | US-amerikanischer Komponist                                                                       | 84    |       |
| 30. Juli | Rufus Bowen                               | amerikanischer Mathematiker                                                                       | 31    |       |
| 30. Juli | Curt Mahr                                 | deutscher Komponist und Akkordeonist                                                              | 70    |       |
| 30. Juli | Umberto Nobile                            | italienischer Luftschiffpionier                                                                   | 93    |       |
| 30. Juli | Georg Traeg                               | deutscher Politiker (NSDAP), MdR                                                                  | 79    |       |
| 31. Juli | Werner Finck                              | deutscher Schriftsteller, Schauspieler und Kabarettist                                            | 76    |       |
| 31. Juli | Walter Herrenbrück senior                 | deutscher evangelisch-reformierter Theologe                                                       | 68    |       |
| 31. Juli | Otto Jaag                                 | Schweizer Hydrobiologe                                                                            | 78    |       |
| 31. Juli | Fritz Koselka                             | österreichischer Filmjournalist, Drehbuch- und Bühnenautor                                        | 73    |       |
| 31. Juli | Ari Leschnikoff                           | bulgarischer Sänger, Erster Tenor des Berliner Ensembles Comedian Harmonists                      | 81    |       |
| 31. Juli | Enoch Light                               | US-amerikanischer Musiker und Musikproduzent                                                      | 72    |       |
| 31. Juli | Heinz Politzer                            | österreichischer Schriftsteller                                                                   | 67    |       |
| 31. Juli | Ilmari Reinikka                           | finnischer Leichtathlet                                                                           | 71    |       |
| 31. Juli | Günther Rennert                           | deutscher Opernregisseur und Intendant                                                            | 67    |       |
| 31. Juli | Fritz Stüber                              | österreichischer Jurist, Journalist, Autor und Politiker (VdU, FSÖ), Abgeordneter zum Nationalrat | 75    |       |
| 31. Juli | Søren Thorborg                            | dänischer Turner                                                                                  | 89    |       |
| Juli     | Michela Belmonte                          | italienische Schauspielerin                                                                       | 52    |       |
| Juli     | Peter Ludwig Berger                       | österreichischer, christlicher Partei- und Gewerkschaftsfunktionär                                | 81    |       |
| Juli     | Josef Fleiß                               | österreichischer Instrumentenbauer                                                                | 72    |       |
| Juli     | Robert Hubert                             | französischer Filmarchitekt                                                                       | 70    |       |
| Juli     | Bingie Madison                            | US-amerikanischer Jazzmusiker                                                                     |       |       |

## August
| Tag        | Name                                                           | Beruf, bekannt als                                                                | Alter      | Beleg |
| ---------- | -------------------------------------------------------------- | --------------------------------------------------------------------------------- | ---------- | ----- |
| 1. August  | Peter Wilhelm Brand                                            | deutscher Politiker (CDU), MdB                                                    | 77         |       |
| 1. August  | Olga Brandt-Knack                                              | deutsche Politikerin (SPD), MdHB und MdB                                          | 93         |       |
| 1. August  | Rudolf Kolisch                                                 | österreichisch-amerikanischer Violinist                                           | 82         |       |
| 1. August  | Richard Lahey                                                  | US-amerikanischer Maler, Grafiker und Kunstpädagoge                               | 85         |       |
| 1. August  | Hans Salié                                                     | deutscher Mathematiker und Wissenschaftshistoriker                                | 76         |       |
| 1. August  | Ivar Wefring                                                   | norwegischer Jazzmusiker                                                          | 51         |       |
| 2. August  | Carlos Chávez Ramírez                                          | mexikanischer Komponist und Musikpädagoge                                         | 79         |       |
| 2. August  | Herbert Grabert                                                | deutscher Theologe und Publizist                                                  | 77         |       |
| 2. August  | Else C. Kraus                                                  | deutsche Pianistin                                                                | 78         |       |
| 2. August  | Johann Kunz Uys                                                | südafrikanischer Botschafter                                                      | 71         |       |
| 3. August  | Karl Czernetz                                                  | österreichischer Politiker (SPÖ), Abgeordneter zum Nationalrat                    | 68         |       |
| 3. August  | Luo Ruiqing                                                    | chinesischer General                                                              | 72         |       |
| 3. August  | Aleksandrs Priede                                              | lettischer Fußballspieler                                                         | 70         |       |
| 3. August  | Werner Renkewitz                                               | deutscher Orgelbauer und Orgelforscher                                            | 66         |       |
| 4. August  | Lilja Jurjewna Brik                                            | sowjetische Filmregisseurin und Bildhauerin                                       | 86         |       |
| 4. August  | René Challan                                                   | französischer Komponist und Dirigent                                              | 67         |       |
| 4. August  | Adrian Egger                                                   | österreichischer Bildhauer                                                        | 70         |       |
| 4. August  | Iwan Lekow                                                     | bulgarischer Slawist und Linguist                                                 | 74         |       |
| 4. August  | Fiddlin’ Doc Roberts                                           | US-amerikanischer Old-Time-Musiker                                                | 81         |       |
| 4. August  | Carl Swoboda                                                   | deutscher Volkskundler und Denkmalpfleger                                         | 82         |       |
| 5. August  | Earl Clark                                                     | US-amerikanischer American-Football-Spieler und -Trainer                          | 71         |       |
| 5. August  | Paul Cuvelier                                                  | belgischer Comiczeichner                                                          | 54         |       |
| 5. August  | Arnold Gfeller                                                 | Schweizer Architekt und Politiker (LdU)                                           | 75         |       |
| 5. August  | Victor Hasselblad                                              | schwedischer Fotograf und Erfinder                                                | 72         |       |
| 5. August  | Ernst Melchior                                                 | österreichischer Fußballspieler                                                   | 58         |       |
| 5. August  | Clemens Graf von Podewils                                      | deutscher Journalist und Schriftsteller                                           | 72         |       |
| 5. August  | Hans Sellschopp                                                | deutscher Kaufmann und nationalsozialistischer Kulturfunktionär                   | 87         |       |
| 5. August  | Queenie Smith                                                  | US-amerikanische Schauspielerin                                                   | 79         |       |
| 5. August  | Artur Weiser                                                   | deutscher Evangelischer Theologe und Alttestamentler                              | 84         |       |
| 6. August  | Wolfgang Grassmann                                             | deutscher Chemiker, KWI-Direktor                                                  | 80         |       |
| 6. August  | Hans Hedermann                                                 | deutscher Politiker (SPD), MdL                                                    | 80         |       |
| 6. August  | Gertrud Kille                                                  | deutsche Kugelstoßerin und Fünfkämpferin                                          | 53         |       |
| 6. August  | Charles Edward La Haye                                         | französischer Admiral                                                             | 68         |       |
| 6. August  | Albert Patitz                                                  | deutscher Architekt                                                               | 72         |       |
| 6. August  | Paul VI.                                                       | italienischer Geistlicher, Papst, Bischof von Rom, Staatsoberhaupt des Vatikans   | 80         |       |
| 06. August | Frank Shea                                                     | US-amerikanischer Leichtathlet                                                    | 84         |       |
| 6. August  | Felicissimo Stefano Tinivella                                  | italienischer Ordensgeistlicher, Erzbischof von Ancona und Numana                 | 69         |       |
| 7. August  | Eddie Calvert                                                  | britischer Trompeter                                                              | 56         |       |
| 7. August  | Karl Günther Motz                                              | deutscher Diplomat                                                                | 66         |       |
| 7. August  | Émilie Noulet                                                  | belgische Romanistin und Literaturwissenschaftlerin                               | 86         |       |
| 7. August  | Valentine Penrose                                              | französische Dichterin und Malerin                                                | 80         |       |
| 8. August  | Ruy Belo                                                       | portugiesischer Poet und Essayist                                                 | 45         |       |
| 8. August  | Friedrich Bodo                                                 | österreichischer Lehrer und Geograph                                              | 84         |       |
| 8. August  | Elisabeth Engelhardt                                           | deutsche Schriftstellerin, Malerin und Dekorationsnäherin                         | 53         |       |
| 8. August  | Phil Ferguson                                                  | US-amerikanischer Politiker                                                       | 74         |       |
| 8. August  | Joachim O. Fernández                                           | US-amerikanischer Politiker                                                       | 81         |       |
| 8. August  | Hans Revenstorff                                               | deutscher Politiker (FDP), MdB                                                    | 71         |       |
| 8. August  | Karl Schöppler                                                 | deutscher Malermeister und Handwerksfunktionär                                    | 72         |       |
| 9. August  | James Gould Cozzens                                            | US-amerikanischer Schriftsteller                                                  | 74         |       |
| 9. August  | Johan Daisne                                                   | flämischer Schriftsteller                                                         | 65         |       |
| 9. August  | Lajos Keresztes                                                | ungarischer Ringer                                                                | 78         |       |
| 9. August  | Dutch Lauer                                                    | US-amerikanischer Footballspieler                                                 | 80         |       |
| 9. August  | Hermine Schröder                                               | deutsche Leichtathletin                                                           | 67         |       |
| 9. August  | Elmer Sleight                                                  | US-amerikanischer American-Football-Spieler                                       | 71         |       |
| 9. August  | Helmuth Stapff                                                 | deutscher Heimatsänger und Herausgeber                                            | 76         |       |
| 9. August  | Hermann Wiehl                                                  | deutscher Maler                                                                   | 77         |       |
| 10. August | Charles Allwright                                              | englischer Tischtennisspieler                                                     |            |       |
| 10. August | Richard Brennig                                                | deutscher Politiker (KPD), Landrat von Peine                                      | 81         |       |
| 10. August | Eduard Ege                                                     | deutscher Maler, Graphiker und Holzschneider                                      | 85         |       |
| 10. August | Georg Jacoby                                                   | deutsch-neuseeländischer Soziologe und Bevölkerungswissenschaftler                | 74         |       |
| 10. August | Willy Neumann                                                  | deutscher Politiker (DP, GDP, CDU), MdBB                                          | 64         |       |
| 10. August | Eva Tinschmann                                                 | deutsche Schauspielerin                                                           | 85         |       |
| 11. August | Heinz Lanker                                                   | deutscher Schauspieler, Hörspielsprecher und Theaterregisseur                     | 62         |       |
| 11. August | Kurt Löhner                                                    | deutscher Maschinenbauingenieur und Hochschulrektor                               | 78         |       |
| 11. August | Charles Peaker                                                 | kanadischer Organist, Chorleiter und Musikpädagoge                                | 78         |       |
| 11. August | Berta Ruck                                                     | britische Schriftstellerin                                                        | 100        |       |
| 11. August | Alfred Scholz                                                  | deutscher Beamter, stellvertretender Minister für Staatssicherheit der DDR        | 57         |       |
| 11. August | Werner Tronjeck                                                | deutscher Schauspieler                                                            | 69         |       |
| 11. August | Mario Varglien                                                 | italienischer Fußballspieler und -trainer                                         | 72         |       |
| 12. August | Rudolf Kollath                                                 | deutscher Physiker                                                                | 77         |       |
| 12. August | Fritz Laves                                                    | deutscher Mineraloge und Kristallograph                                           | 72         |       |
| 12. August | Gregor Wentzel                                                 | deutscher Physiker                                                                | 80         |       |
| 12. August | John Williams                                                  | englischer Motorradrennfahrer                                                     | 32         |       |
| 13. August | Léon Bessières                                                 | französischer Radrennfahrer                                                       | 75 oder 73 |       |
| 13. August | Humphrey Cook                                                  | britischer Autorennfahrer                                                         | 85         |       |
| 13. August | Karl Kleinschmidt                                              | deutscher evangelisch-lutherischer Theologe, MdV                                  | 76         |       |
| 13. August | Leonhard Schmidt                                               | deutscher Kunstmaler                                                              | 86         |       |
| 13. August | Emiel Thienpont                                                | belgischer Schwimmer und Wasserballspieler                                        | 73         |       |
| 13. August | Josef Wolfsteiner                                              | deutscher Holzbildhauer                                                           | 67         |       |
| 14. August | Gustav Bolland                                                 | deutscher Historiker und Publizist                                                | 89         |       |
| 14. August | Dick Helander                                                  | schwedischer lutherischer Theologe und Bischof                                    | 82         |       |
| 14. August | Lajos Ordass                                                   | evangelischer Bischof in Ungarn und Vizepräsident des Lutherischen Weltbunds      | 77         |       |
| 14. August | Otto Redlich                                                   | österreichischer Physikochemiker und Chemieingenieur                              | 81         |       |
| 14. August | Rudolf Stein                                                   | deutscher Denkmalpfleger und Architekt                                            | 79         |       |
| 14. August | Joe Venuti                                                     | amerikanischer Jazzmusiker und Violinist                                          |            |       |
| 15. August | Viggo Brun                                                     | norwegischer Mathematiker                                                         | 92         |       |
| 15. August | Henry Higgins                                                  | kolumbianisch-englischer Stierkämpfer                                             | 33         |       |
| 15. August | Helen Joseph                                                   | US-amerikanische Puppenspielerin                                                  | 89         |       |
| 15. August | Irene Kral                                                     | amerikanische Jazzsängerin                                                        | 46         |       |
| 15. August | Michail Popow                                                  | bulgarischer Opernsänger (Bass)                                                   | 78         |       |
| 15. August | Iwan Wladimirowitsch Tjulenew                                  | sowjetischer General                                                              | 86         |       |
| 16. August | Jean Acker                                                     | US-amerikanische Schauspielerin der Stumm- und frühen Tonfilmzeit                 | 84         |       |
| 16. August | Hans Boesch                                                    | Schweizer Geograph                                                                | 67         |       |
| 16. August | Erling Hanson                                                  | norwegischer Schauspieler                                                         | 90         |       |
| 16. August | Wilhelm Helf                                                   | deutscher Politiker (SPD), MdL                                                    | 77         |       |
| 16. August | Friedrich Lüttge                                               | deutscher Politiker (FDP)                                                         | 77         |       |
| 16. August | Georges Moens de Fernig                                        | belgischer Manager und Minister für Außenhandel (1948–1949)                       | 78         |       |
| 16. August | Alidius Warmoldus Lambertus Tjarda van Starkenborgh Stachouwer | niederländischer Diplomat und Generalgouverneur von Niederländisch-Ostindien      | 90         |       |
| 16. August | Paul Yü Pin                                                    | chinesischer Kardinal, Erzbischof von Nanking                                     | 77         |       |
| 17. August | Feliks Więcek                                                  | polnischer Radrennfahrer                                                          | 73         |       |
| 17. August | Hans Wolter                                                    | deutscher Physiker                                                                | 67         |       |
| 18. August | Shahpur Ahmadzai                                               | afghanischer General                                                              |            |       |
| 18. August | August Lammers                                                 | deutscher Politiker (FDP), MdL                                                    | 80         |       |
| 18. August | Karel de Leeuw                                                 | US-amerikanischer Mathematiker                                                    | 48         |       |
| 18. August | Ronald L. Meek                                                 | neuseeländischer Ökonom                                                           | 61         |       |
| 18. August | Erich Schopper                                                 | deutscher Offizier, zuletzt Generalleutnant im Zweiten Weltkrieg                  | 86         |       |
| 19. August | Ferdinand Heidegger                                            | liechtensteinischer Politiker                                                     | 79         |       |
| 19. August | Hermann Jacobsen                                               | deutscher Gärtner                                                                 | 80         |       |
| 19. August | Karl Kurz                                                      | deutscher Unternehmer                                                             | 85         |       |
| 19. August | Max Mallowan                                                   | britischer Archäologe                                                             | 74         |       |
| 19. August | Qaavigarsuaq Miteq                                             | grönländischer Expeditionsteilnehmer                                              |            |       |
| 19. August | Fjodor Fjodorowitsch Petrow                                    | russischer Konstrukteur                                                           | 76         |       |
| 19. August | Peter Pfeiffer                                                 | deutscher Diplomat                                                                | 83         |       |
| 19. August | Josef Sonnenschein                                             | deutscher Politiker (CDU), MdL                                                    | 62         |       |
| 19. August | Delbert L. Stapley                                             | US-amerikanischer Apostel der Kirche Jesu Christi der Heiligen der Letzten Tage   | 81         |       |
| 19. August | Johannes Stuke                                                 | deutscher Politiker (SPD)                                                         | 73         |       |
| 20. August | Diana Budisavljević                                            | österreichische humanitäre Arbeiterin                                             | 87         |       |
| 20. August | Brenno Galli                                                   | Schweizer Politiker, Offizier und Oberstbrigadier                                 | 67         |       |
| 20. August | Paul Haupt                                                     | Schweizer Verleger                                                                | 88         |       |
| 20. August | C. William O’Neill                                             | US-amerikanischer Jurist und Politiker                                            | 62         |       |
| 20. August | Erich Reisinger                                                | österreichischer Zoologe                                                          | 78         |       |
| 21. August | Hans Boekman                                                   | niederländischer Fußballschiedsrichter und Filmproduzent                          | 82         |       |
| 21. August | Ján Cífka                                                      | tschechoslowakischer Skisportler                                                  | 69         |       |
| 21. August | Rhys Davies                                                    | walisischer Schriftsteller                                                        | 76         |       |
| 21. August | Nicolaas Diederichs                                            | südafrikanischer Politiker, Staatspräsident                                       | 74         |       |
| 21. August | Charles Eames                                                  | US-amerikanischer Designer und Architekt                                          | 71         |       |
| 21. August | Anno von Gebhardt                                              | deutscher Kaufmann und Politiker (GB/BHE), MdL                                    | 69         |       |
| 21. August | Elizabeth Hill                                                 | US-amerikanische Drehbuchautorin                                                  | 77         |       |
| 21. August | Norbert Conrad Kaser                                           | italienischer Dichter (Südtirol)                                                  | 31         |       |
| 21. August | Alex Meyer                                                     | deutscher Rechtswissenschaftler und Luftrechtsexperte                             | 98         |       |
| 22. August | Lothar Howald                                                  | deutscher Maler                                                                   | 63         |       |
| 22. August | Jomo Kenyatta                                                  | kenianischer Politiker, Ministerpräsident Kenias                                  | 84         |       |
| 22. August | Ogata Akira                                                    | japanischer Chemiker                                                              | 90         |       |
| 22. August | Willy Reichstein                                               | deutscher Politiker (CSU, GB/BHE), MdL, MdB                                       | 62         |       |
| 22. August | Ignazio Silone                                                 | italienischer Schriftsteller                                                      | 78         |       |
| 22. August | Pierre Wijnants                                                | belgischer Ordensgeistlicher, römisch-katholischer Erzbischof von Mbandaka-Bikoro | 64         |       |
| 23. August | Giuseppe Colizzi                                               | italienischer Filmregisseur und Filmproduzent                                     | 53         |       |
| 23. August | Jean-Jacques Fussien                                           | französischer Radrennfahrer                                                       | 26         |       |
| 23. August | Oleg Nikolajewitsch Karawajew                                  | sowjetischer Ringer                                                               | 42         |       |
| 23. August | Peter Knapp                                                    | deutscher Bildhauer                                                               | 39         |       |
| 23. August | Károly Levitzky                                                | ungarischer Ruderer                                                               | 93         |       |
| 23. August | Yolanda Mohalyi                                                | brasilianische Malerin und Designerin                                             |            |       |
| 24. August | Kathleen Kenyon                                                | britische Archäologin                                                             | 72         |       |
| 24. August | Louis Prima                                                    | US-amerikanischer Entertainer, Sänger, Schauspieler und Trompeter                 | 67         |       |
| 24. August | Wolfgang Riechmann                                             | deutscher Elektronik-Musiker                                                      | 31         |       |
| 24. August | Albert Sercu                                                   | belgischer Radrennfahrer                                                          | 60         |       |
| 24. August | Berthold Walther                                               | deutscher Kommunalpolitiker                                                       | 73         |       |
| 25. August | Ernst Frenzel                                                  | deutscher Politiker (NSDAP), MdR                                                  | 73         |       |
| 25. August | Paul Heimen                                                    | deutscher Maler                                                                   | 70         |       |
| 25. August | Olivier Hussenot                                               | französischer Filmschauspieler                                                    | 64         |       |
| 25. August | Herbert Kitzel                                                 | deutscher Künstler                                                                | 50         |       |
| 25. August | Feliks Rybicki                                                 | polnischer Komponist, Pianist und Dirigent                                        | 79         |       |
| 26. August | Charles Boyer                                                  | französischer Schauspieler                                                        | 78         |       |
| 26. August | Bruno Eisner                                                   | österreichisch-amerikanischer Pianist und Musikpädagoge                           | 93         |       |
| 26. August | Charles Haubiel                                                | US-amerikanischer Komponist und Pianist                                           | 86         |       |
| 26. August | José Manuel Moreno Fernández                                   | argentinischer Fußballspieler                                                     | 62         |       |
| 26. August | Josef Schewe                                                   | deutscher römisch-katholischer Theologe                                           | 57         |       |
| 26. August | Rudolf Wittig                                                  | deutscher Bildhauer                                                               | 77         |       |
| 27. August | Enrique Francini                                               | argentinischer Geiger, Bandleader und Tangokomponist                              | 62         |       |
| 27. August | Max Jessner                                                    | deutscher Dermatologe und Hochschullehrer                                         | 90         |       |
| 27. August | Gordon Matta-Clark                                             | US-amerikanischer Architekt und Konzeptkünstler                                   | 35         |       |
| 27. August | Ieva Simonaitytė                                               | litauische Schriftstellerin                                                       | 81         |       |
| 28. August | Ernst Bachmann                                                 | deutscher Politiker (SPD), MdL                                                    | 77         |       |
| 28. August | Kofi Abrefa Busia                                              | ghanaischer Politiker, Premierminister                                            | 65         |       |
| 28. August | Bruce Catton                                                   | US-amerikanischer Historiker des Amerikanischen Bürgerkriegs                      | 78         |       |
| 28. August | Hans-Friedrich Geist                                           | deutscher Zeichner und Kunstpädagoge                                              | 76         |       |
| 28. August | Gerhard Krug                                                   | deutscher Numismatiker                                                            | 79         |       |
| 28. August | Max Möbius                                                     | deutscher Maler und Grafiker                                                      | 77         |       |
| 28. August | Robert Shaw                                                    | britischer Schauspieler und Schriftsteller                                        | 51         |       |
| 28. August | Junior Thompson                                                | US-amerikanischer Rockabilly-Musiker                                              | 41         |       |
| 29. August | Schaul Avigur                                                  | jüdischer Geheimdienstmitarbeiter und Politiker                                   | 78         |       |
| 29. August | Login Nikolajewitsch Bolschew                                  | sowjetischer mathematischer Statistiker                                           | 56         |       |
| 29. August | André Colin                                                    | französischer Politiker (MRP)                                                     | 68         |       |
| 29. August | Nicholas Gorman                                                | irischer Ordensgeistlicher (Pallottiner) und Generałrektor                        | 48         |       |
| 29. August | Werner Graeff                                                  | deutscher Bildhauer, Maler, Grafiker, Fotograf und Erfinder                       | 77         |       |
| 29. August | Karl Hartl                                                     | österreichischer Filmregisseur                                                    | 79         |       |
| 29. August | Edgar Perseke                                                  | deutscher Pädagoge und Puppenspieler                                              | 85         |       |
| 30. August | Thomas Dolliver Church                                         | US-amerikanischer Landschaftsarchitekt                                            | 76         |       |
| 30. August | August Knippert                                                | deutscher Politiker (SPD), MdL                                                    | 65         |       |
| 30. August | Vebjørn Tandberg                                               | norwegischer Elektroingenieur und Gründer von Tandbergs Radiofabrikk              | 73         |       |
| 30. August | Tante Truus                                                    | niederländische Frau, Gerechte unter den Völkern                                  | 82         |       |
| 30. August | Henryk Zygalski                                                | polnischer Mathematiker und Kryptoanalytiker                                      | 70         |       |
| 31. August | Ángel Bossio                                                   | argentinischer Fußballtorhüter                                                    | 73         |       |
| 31. August | Lee Garmes                                                     | US-amerikanischer Kameramann, Filmproduzent und Regisseur                         | 80         |       |
| 31. August | Josef Klövekorn                                                | deutscher Hochschullehrer für Musik und Rektor der PH Bonn                        | 96         |       |
| 31. August | Edwin Myers                                                    | US-amerikanischer Stabhochspringer                                                | 81         |       |
| 31. August | Leo Reinke                                                     | deutscher Politiker (DP), MdL                                                     | 69         |       |
| 31. August | Frank Sacherer                                                 | US-amerikanischer Physiker                                                        | 38         |       |
| 31. August | Walter Salzer                                                  | deutscher Dipl.-Chemiker und Pharmazeut                                           | 67         |       |
| 31. August | John James Wrathall                                            | rhodesischer Politiker, Präsident Rhodesiens                                      | 65         |       |
| 31. August | Konrad Zucker                                                  | deutscher Neurologe, Psychiater und Hochschullehrer                               | 84         |       |
| August     | John William Chapman                                           | US-amerikanischer Politiker                                                       | 83         |       |
| August     | Konstantin Holobradý                                           | slowakischer Badmintonspieler                                                     | 24         |       |
| August     | Mike Jones                                                     | britischer Kajakfahrer                                                            |            |       |
| August     | Fritz Koenen                                                   | deutscher Zoologe und Kunstmaler                                                  | 83         |       |
| August     | Hans Oldag                                                     | deutsch-US-amerikanischer Leichtathlet                                            | 77         |       |

## September
| Tag           | Name                              | Beruf, bekannt als                                                                                   | Alter | Beleg |
| ------------- | --------------------------------- | --- | ----- | ----- |
| 1. September  | Charles Brommesson                | schwedischer Fußballspieler                                                                          | 75    |       |
| 1. September  | Ladislas Fodor                    | ungarischer Schriftsteller und Drehbuchautor                                                         | 80    |       |
| 1. September  | Olga de Haas                      | niederländische Tänzerin                                                                             | 33    |       |
| 1. September  | William S. Schlamm                | politischer Publizist                                                                                | 74    |       |
| 1. September  | Friedrich Stahler                 | deutscher Verwaltungsjurist; Regierungspräsident in Oberfranken                                      | 70    |       |
| 1. September  | Boris Sacharowitsch Wulich        | russischer Mathematiker                                                                              | 65    |       |
| 2. September  | Wendelin Beck                     | liechtensteinischer Politiker (VU)                                                                   | 70    |       |
| 2. September  | Koloman Holzinger                 | österreichischer Ordensgeistlicher, Abtpräses der Benediktiner                                       | 63    |       |
| 2. September  | Erich Lowinsky                    | deutschamerikanischer Kabarettist                                                                    | 85    |       |
| 2. September  | Juan Laurentino Ortiz             | argentinischer Lyriker und Schriftsteller                                                            | 82    |       |
| 2. September  | Heinrich Schallbroch              | deutscher Ingenieurwissenschaftler                                                                   | 81    |       |
| 2. September  | Heinz Stephan                     | deutscher Schriftsteller und Feuilletonredakteur                                                     | 81    |       |
| 2. September  | Gerhard Wahrig                    | deutscher Lexikograph                                                                                | 55    |       |
| 3. September  | Joe Davis                         | US-amerikanischer Musikproduzent und Promoter                                                        | 81    |       |
| 3. September  | Karin Molander                    | schwedische Schauspielerin                                                                           | 89    |       |
| 4. September  | Manuel Bermúdez                   | spanischer Komiker und Schauspieler                                                                  | 65    |       |
| 4. September  | Herbert Dingle                    | englischer Astrophysiker und Naturphilosoph                                                          | 88    |       |
| 5. September  | Algernon Lee Butler               | US-amerikanischer Jurist und Politiker                                                               | 73    |       |
| 5. September  | Nikodim von Leningrad             | russischer Geistlicher, Metropolit von Leningrad und Nowgorod                                        | 48    |       |
| 06. September | Ketil Askildt                     | norwegischer Leichtathlet                                                                            | 77    |       |
| 6. September  | Petre Bejan                       | rumänischer Politiker                                                                                | 82    |       |
| 6. September  | Al Benson                         | US-amerikanischer Radio-DJ, Musikpromoter und Labelbetreiber                                         | 70    |       |
| 6. September  | Rolf R. Bigler                    | Schweizer Soziologe, Journalist und Historiker                                                       | 48    |       |
| 6. September  | Adolf Dassler                     | deutscher Unternehmer und Gründer von Adidas                                                         | 77    |       |
| 6. September  | Max Décugis                       | französischer Tennisspieler                                                                          | 95    |       |
| 6. September  | Lona Dubois                       | österreichische Schauspielerin                                                                       | 55    |       |
| 6. September  | Camille Gorgé                     | Schweizer Diplomat                                                                                   | 84    |       |
| 6. September  | Willy Kiwitz                      | deutscher Maler und Grafiker                                                                         | 82    |       |
| 6. September  | Robert Pierce                     | US-amerikanischer Geistlicher                                                                        | 63    |       |
| 6. September  | Willy Peter Stoll                 | deutscher Terrorist der RAF                                                                          | 28    |       |
| 6. September  | Harry Wilson                      | britischer Schauspieler                                                                              | 80    |       |
| 6. September  | Tom Wilson                        | US-amerikanischer Musikproduzent                                                                     | 47    |       |
| 7. September  | William Chase Greene              | US-amerikanischer Klassischer Philologe                                                              | 88    |       |
| 7. September  | Eva Herrmann                      | deutsch-US-amerikanische Malerin, Zeichnerin und Karikaturistin                                      | 77    |       |
| 7. September  | Keith Moon                        | britischer Musiker                                                                                   | 32    |       |
| 7. September  | Charles Williams                  | englischer Komponist                                                                                 | 85    |       |
| 8. September  | Giuseppe Calderone                | mächtiger sizilianischer Mafioso                                                                     | 52    |       |
| 8. September  | Joseph Cerrito                    | amerikanischer Mobster                                                                               | 67    |       |
| 8. September  | Horst Janzen                      | deutscher Maler                                                                                      |       |       |
| 8. September  | Franco Maugeri                    | italienischer Admiral; Chef des Marine-Nachrichtendienstes (1941–1943)                               | 79    |       |
| 8. September  | Heinz Maus                        | deutscher Soziologe                                                                                  | 67    |       |
| 8. September  | Jean Nicolas                      | französischer Fußballspieler                                                                         | 65    |       |
| 8. September  | Ferdinand Schröder                | deutscher Theologe (evangelisch), Oberkirchenrat                                                     | 85    |       |
| 8. September  | Leopoldo Torre Nilsson            | argentinischer Filmregisseur und Drehbuchautor                                                       | 54    |       |
| 8. September  | Pantscho Wladigerow               | bulgarischer Pianist, Komponist und Musikprofessor                                                   | 79    |       |
| 8. September  | Ricardo Zamora                    | spanischer Fußballspieler                                                                            | 77    |       |
| 8. September  | Franz Zejdlik                     | österreichischer General                                                                             | 71    |       |
| 9. September  | Kaoru Abe                         | japanischer Jazzsaxophonist                                                                          | 29    |       |
| 9. September  | Jürgen Feindt                     | deutscher Tänzer und Schauspieler                                                                    | 48    |       |
| 9. September  | Jacobo Ficher                     | argentinischer Komponist, Violinist und Dirigent                                                     | 82    |       |
| 9. September  | Marcel Lods                       | französischer Architekt und Stadtplaner                                                              | 87    |       |
| 9. September  | Hugh MacDiarmid                   | schottischer Dichter                                                                                 | 86    |       |
| 9. September  | Clifford McLaglen                 | britischer Schauspieler                                                                              | 86    |       |
| 9. September  | Mamadou Ouédraogo                 | burkinischer Beamter und Politiker, Mitglied der Nationalversammlung (Frankreich)                    |       |       |
| 9. September  | Jack L. Warner                    | kanadisch-US-amerikanischer Filmproduzent, Regisseur und Drehbuchautor                               | 86    |       |
| 10. September | Robert Blauhut                    | österreichischer Autor                                                                               | 67    |       |
| 10. September | Adele Bloesch-Stöcker             | deutsch-schweizerische Violinistin und Komponistin                                                   | 103   |       |
| 10. September | Bernd Lueken                      | deutscher Physiologe                                                                                 | 70    |       |
| 10. September | Fritz Moser                       | österreichischer Eisschnellläufer und Ruderer                                                        | 77    |       |
| 10. September | Hermann Reihs                     | österreichischer Bankmanager und Person des Genossenschaftswesen                                     |       |       |
| 10. September | Horace James Seymour              | britischer Botschafter                                                                               | 93    |       |
| 10. September | Zita Zehner                       | deutsche Politikerin (CSU)                                                                           | 77    |       |
| 11. September | José Antonio Calcaño              | venezolanischer Komponist, Musikkritiker und Diplomat                                                | 78    |       |
| 11. September | Valerian Gracias                  | indischer Geistlicher, Erzbischof von Bombay und Kardinal der römisch-katholischen Kirche            | 77    |       |
| 11. September | Carl Jödicke                      | deutscher Verlagsmanager und Prokurist                                                               | 84    |       |
| 11. September | Georgi Markow                     | bulgarischer Schriftsteller                                                                          | 49    |       |
| 11. September | József Mihályi                    | ungarisch-amerikanischer Feinmechaniker                                                              | 89    |       |
| 11. September | Kō Nakahira                       | japanischer Regisseur und Drehbuchautor                                                              | 52    |       |
| 11. September | Janet Parker                      | britisches Todesopfer der Pocken                                                                     | 40    |       |
| 11. September | Ronnie Peterson                   | schwedischer Automobilrennfahrer                                                                     | 34    |       |
| 11. September | Natan Rybak                       | ukrainisch-sowjetischer Dichter und sozialistisch-realistischen Schriftsteller jüdischer Herkunft    | 65    |       |
| 11. September | Reinhold Staudt                   | deutscher Politiker (SPD), MdB                                                                       | 49    |       |
| 11. September | Eduard Wagner                     | deutscher Entomologe                                                                                 | 82    |       |
| 12. September | Otto Dierichs                     | deutscher Regisseur und Schauspieler                                                                 | 78    |       |
| 12. September | Józef Drzazga                     | polnischer Geistlicher, römisch-katholischer Bischof von Ermland                                     | 64    |       |
| 12. September | Ulrich Fleischer                  | deutscher Klassischer Philologe                                                                      | 68    |       |
| 12. September | O. E. Hasse                       | deutscher Schauspieler, Regisseur, Hörspiel- und Synchronsprecher                                    | 75    |       |
| 12. September | Lena Maas                         | deutsche Malerin und Schriftstellerin                                                                | 87    |       |
| 12. September | Günther T. Schulz                 | deutscher Werbegrafiker, Illustrator und Maler                                                       | 69    |       |
| 12. September | Otto Stammer                      | deutscher Soziologe und Hochschullehrer                                                              | 77    |       |
| 12. September | Wilhelm Tönnis                    | deutscher Neurochirurg                                                                               | 80    |       |
| 13. September | George Andrew Beck                | römisch-katholischer Erzbischof von Liverpool                                                        | 74    |       |
| 13. September | Hermann Diesener                  | deutscher Metallbildhauer                                                                            | 77    |       |
| 13. September | Gerhard Falk                      | deutscher Kartograf und Verleger                                                                     | 56    |       |
| 13. September | Alfred Rhode                      | deutscher Judoka                                                                                     | 82    |       |
| 13. September | Gerhard Rose                      | deutscher Kapitän und Autor                                                                          | 71    |       |
| 14. September | Karl Heinrich Bischoff            | deutscher Verleger und Schriftsteller                                                                | 78    |       |
| 14. September | Günther Harder                    | deutscher evangelischer Pfarrer, Theologe und Hochschullehrer                                        | 76    |       |
| 14. September | Ludwig Heinrich Heydenreich       | deutscher Kunsthistoriker                                                                            | 75    |       |
| 15. September | Pedro Avilés Pérez                | mexikanischer Drogenhändler                                                                          | 47    |       |
| 15. September | Edmund Crispin                    | englischer Krimi-Schriftsteller, SF-Herausgeber und Komponist                                        | 56    |       |
| 15. September | Emil Dschakow                     | bulgarischer Physiker                                                                                | 70    |       |
| 15. September | Oskar Gagel                       | deutscher Neurologe und Hochschullehrer                                                              | 79    |       |
| 15. September | William Owen James                | englischer Botaniker und Biochemiker                                                                 | 78    |       |
| 15. September | Hans von Linprun                  | deutscher Maler                                                                                      | 71    |       |
| 15. September | Willy Messerschmitt               | deutscher Flugzeugkonstrukteur und Unternehmer                                                       | 80    |       |
| 15. September | Walter Pohlenz                    | deutscher Kriminalbeamter                                                                            | 76    |       |
| 15. September | James M. Schopf                   | US-amerikanischer Paläontologe und Geologe                                                           | 67    |       |
| 15. September | Ludwig Strecker der Jüngere       | deutscher Musikverleger                                                                              | 95    |       |
| 15. September | Erich Suchanek                    | österreichischer Beamter und Politiker (SPÖ), Abgeordneter zum Nationalrat, Mitglied des Bundesrates | 63    |       |
| 15. September | Carl Wehmer                       | deutscher Bibliothekar und Hochschullehrer                                                           | 75    |       |
| 15. September | Gerhart Wiesenhütter              | deutscher Dirigent und Organist                                                                      | 66    |       |
| 15. September | Alwin Wolz                        | deutscher Generalmajor im Zweiten Weltkrieg                                                          | 80    |       |
| 16. September | Ernst Hövel                       | deutscher Archivar                                                                                   | 93    |       |
| 16. September | Väinö Kajander                    | finnischer Ringer                                                                                    | 84    |       |
| 16. September | Semjon Moissejewitsch Kriwoschein | sowjetischer General                                                                                 | 78    |       |
| 16. September | Walton Brooks McDaniel            | US-amerikanischer klassischer Philologe                                                              | 107   |       |
| 16. September | Walther von Miller                | deutscher Politiker, zweiter Bürgermeister und Kulturreferent der Stadt München                      | 84    |       |
| 16. September | Maximilian Pinl                   | tschechischer Mathematiker                                                                           | 81    |       |
| 16. September | Gerrit Toennies                   | deutscher Biochemiker                                                                                | 80    |       |
| 17. September | Roberto Arrieta                   | argentinischer Tangosänger und Komponist                                                             | 63    |       |
| 17. September | Ella Conradty                     | deutsche Unternehmerin                                                                               | 88    |       |
| 17. September | Domenico da Cese                  | italienischer Ordenspriester                                                                         | 73    |       |
| 17. September | Juan Martí                        | spanischer Radrennfahrer                                                                             | 91    |       |
| 17. September | Paul Osthold                      | deutscher Staatswissenschaftler                                                                      | 84    |       |
| 18. September | John Crammond                     | britischer Skeletonsportler und Segler                                                               | 72    |       |
| 18. September | Ludwig Gräf                       | deutscher Sportschütze                                                                               | 70    |       |
| 18. September | Konrad Kaletsch                   | deutscher Unternehmer                                                                                | 79    |       |
| 18. September | Abraham Kovoor                    | sri-lankischer Rationalist                                                                           | 80    |       |
| 18. September | Rudolf Nebel                      | deutscher Raketenkonstrukteur und Mitbegründer des weltweit ersten Raketenflugplatzes in Berlin      | 84    |       |
| 18. September | Henri Roessler                    | französischer Fußballspieler und -trainer                                                            | 68    |       |
| 18. September | Philipp Schrepfer                 | deutscher Kunstschmied, Handwerkskammerpräsident und Senator (Bayern)                                | 72    |       |
| 18. September | Ann Shoemaker                     | US-amerikanische Schauspielerin                                                                      | 87    |       |
| 18. September | Gustav Tauber                     | deutscher Apotheker                                                                                  | 76    |       |
| 18. September | Alfred Weiland                    | deutscher Journalist und Teil einer Widerstandsgruppe gegen die Führung der DDR                      | 72    |       |
| 19. September | Clara Blumenfeld                  | deutsche Malerin und Illustratorin                                                                   | 89    |       |
| 19. September | Erich Feldmann                    | deutscher Pädagoge, Philosoph und Kommunikationswissenschaftler                                      | 85    |       |
| 19. September | Étienne Gilson                    | französischer Philosoph                                                                              | 94    |       |
| 19. September | Jesús Glaría                      | spanischer Fußballspieler                                                                            | 36    |       |
| 19. September | Dan Hauenstein                    | deutscher Maler und Bildhauer                                                                        | 84    |       |
| 19. September | Anton Krutisch                    | österreichischer Heimatdichter                                                                       | 57    |       |
| 19. September | Harry Lien                        | US-amerikanischer Skispringer                                                                        | 82    |       |
| 19. September | Nino Mozzo                        | italienischer Radrennfahrer                                                                          | 67    |       |
| 19. September | Harry Pieper                      | deutscher Interpret des Buddhismus                                                                   | 71    |       |
| 19. September | Wilhelm Richter                   | deutscher Aerodynamiker und Hochschullehrer                                                          | 72    |       |
| 19. September | Fritz Schiess-Forrer              | Schweizer Erfinder und Unternehmer                                                                   | 98    |       |
| 20. September | Lilly Becher                      | deutsche Schriftstellerin und Publizistin                                                            | 77    |       |
| 20. September | Paul Brando                       | deutscher Politiker (SPD), MdHB                                                                      | 84    |       |
| 20. September | Karl Braunstorfer                 | österreichischer Zisterzienser, Abt des Stiftes Heiligenkreuz                                        | 83    |       |
| 20. September | Theo Lauritzen                    | Schweizer Plastiker und Zeichner                                                                     | 67    |       |
| 20. September | Maurice Arthur Pope               | kanadischer Ingenieur, Offizier und Diplomat                                                         | 89    |       |
| 20. September | Franz Anselm Schmitt              | deutscher Bibliothekar und Philologe                                                                 | 70    |       |
| 20. September | Edmund Sendlewski                 | deutscher Politiker (CDU), MdA                                                                       | 66    |       |
| 20. September | Adolf Springer                    | deutscher Architekt                                                                                  | 92    |       |
| 21. September | Sigismund Payne Best              | britischer Geheimdienstler, Offizier beim britischen Geheimdienst                                    | 93    |       |
| 21. September | Petronella van Randwijk           | niederländische Turnerin                                                                             | 73    |       |
| 21. September | Alfredo Del Río                   | argentinischer Tangosänger                                                                           | 45    |       |
| 21. September | Peter Vogel                       | deutscher Schauspieler                                                                               | 41    |       |
| 22. September | Lina Carstens                     | deutsche Film- und Theaterschauspielerin                                                             | 85    |       |
| 22. September | Jean Guéhenno                     | französischer Pädagoge, Journalist und Schriftsteller                                                | 88    |       |
| 22. September | Florian Heller                    | deutscher Paläontologe                                                                               | 73    |       |
| 22. September | Franz Seybold                     | deutscher Fußballspieler und Fußballtrainer                                                          | 66    |       |
| 23. September | Raffaele de Courten               | italienischer Admiral                                                                                | 90    |       |
| 23. September | David Glass                       | britischer Soziologe                                                                                 | 67    |       |
| 23. September | Karl Heintz                       | deutscher Verwaltungsbeamter, Ritter der Bayerischen Tapferkeitsmedaille                             | 81    |       |
| 23. September | Ernst Kolb                        | österreichischer Politiker (ÖVP), Abgeordneter zum Nationalrat, Mitglied des Bundesrates             | 66    |       |
| 23. September | Kurt Tuchler                      | deutsch-israelischer Jurist und Zionist                                                              | 83    |       |
| 23. September | Walter Walser                     | österreichischer Mörder                                                                              |       |       |
| 24. September | Ernst Friedrich Brockmann         | deutscher Architekt, Grafiker und Bildhauer, Vizepräsident des Bundes Deutscher Architekten          | 57    |       |
| 24. September | Ruth Etting                       | US-amerikanische Schauspielerin                                                                      | 81    |       |
| 24. September | Georg Greuner                     | deutscher Jurist                                                                                     | 81    |       |
| 24. September | Hasso von Manteuffel              | deutscher Offizier und Politiker (FDP, FVP, DP), MdB                                                 | 81    |       |
| 24. September | Richard Mummendey                 | deutscher Bibliothekar, Buchwissenschaftler, Autor, Übersetzer und Herausgeber                       | 78    |       |
| 24. September | Ida Noddack                       | deutsche Chemikerin                                                                                  | 82    |       |
| 24. September | Alfons Perlick                    | deutscher Pädagoge und Heimatforscher                                                                | 83    |       |
| 24. September | Oskar Türk                        | deutscher Politiker (FDP), MdL                                                                       | 85    |       |
| 25. September | Luigi Allemandi                   | italienischer Fußballspieler                                                                         | 74    |       |
| 25. September | Eugen Gottstein                   | deutscher Politiker (SPD)                                                                            | 80    |       |
| 25. September | Charlotte Willott                 | deutsche Fotografin                                                                                  | 91    |       |
| 26. September | Erich Dahlgrün                    | deutscher evangelischer Pfarrer                                                                      | 82    |       |
| 26. September | Jean Fayard                       | französischer Schriftsteller, Journalist und Verlagsleiter                                           | 76    |       |
| 26. September | Erich Gebert                      | österreichischer Wirtschaftsfunktionär und NSDAP-Gauwirtschaftsberater                               | 83    |       |
| 26. September | Paul Gengnagel                    | deutscher Chorleiter, Musiklehrer und Kirchenmusiker                                                 | 89    |       |
| 26. September | Anton Matourek                    | österreichischer Politiker (SDAP/SPÖ) und Maschinenschlosser                                         |       |       |
| 26. September | Jan Parandowski                   | polnischer Schriftsteller, Essayist und Literaturübersetzer                                          | 83    |       |
| 26. September | Carl Ray                          | kanadischer Cree-Künstler, Illustrator und Kunstlehrer                                               | 35    |       |
| 26. September | Manne Siegbahn                    | schwedischer Physiker und Nobelpreisträger                                                           | 91    |       |
| 26. September | Zosa Szajkowski                   | polnischer Historiker                                                                                | 67    |       |
| 27. September | Sergej Aslamasjan                 | sowjetischer Violoncellist und Musikpädagoge armenischer Herkunft                                    | 81    |       |
| 27. September | Gerhard Burkhardt                 | deutscher Chirurg                                                                                    | 67    |       |
| 27. September | Fritz Kauffmann                   | deutsch-dänischer Bakteriologe                                                                       | 79    |       |
| 27. September | Robert Kratz                      | deutscher Gehörlosenaktivist                                                                         | 80    |       |
| 27. September | Dorly Marmillod                   | Schweizer Bergsteigerin, Pionierin des Andinismus                                                    |       |       |
| 27. September | Frédéric Marmillod                | Schweizer Bergsteiger, Chemiker und Pionier des Andinismus                                           | 68    |       |
| 27. September | Hermann Otto Mönnig               | südafrikanischer Zoologe, Tierarzt, Parasitologe und Hochschullehrer                                 | 81    |       |
| 28. September | Ben d’Armagnac                    | niederländischer Performancekünstler                                                                 | 38    |       |
| 28. September | Kurt Brasack                      | deutscher Offizier, SS-Brigadeführer und Generalmajor der Waffen-SS                                  | 86    |       |
| 28. September | Charles M. Dale                   | US-amerikanischer Politiker                                                                          | 85    |       |
| 28. September | Hedwig Fleischhacker              | deutsche Osteuropahistorikerin                                                                       | 72    |       |
| 28. September | Johannes Paul I.                  | italienischer Geistlicher, Papst, Bischof von Rom, Staatsoberhaupt des Vatikans                      | 65    |       |
| 28. September | Neil Johnston                     | US-amerikanischer Basketballspieler                                                                  | 49    |       |
| 28. September | Ludwig Kaiser                     | deutscher Jurist und Widerstandskämpfer                                                              | 89    |       |
| 28. September | Hermann Köpcke                    | deutscher Widerstandskämpfer gegen den Nationalsozialismus                                           | 74    |       |
| 28. September | Alfred Naccache                   | libanesischer Politiker; Staatspräsident                                                             |       |       |
| 28. September | Mathias Wilms                     | deutscher Gewerkschafter und Politiker (SPD), MdL                                                    | 85    |       |
| 29. September | Adelheid Fuchs-Kamp               | deutsche Psychoanalytikerin                                                                          | 88    |       |
| 29. September | Maria Leibetseder                 | österreichische Politikerin (SPÖ), Mitglied des Bundesrates                                          | 77    |       |
| 29. September | Karl Mathes                       | deutscher Kommunalpolitiker (CSU)                                                                    | 71    |       |
| 29. September | Eddie Pearson                     | englischer Fußballschiedsrichter                                                                     |       |       |
| 29. September | Josef Schümmer                    | deutscher Politiker (CDU), MdL                                                                       | 54    |       |
| 30. September | Edgar Bergen                      | US-amerikanischer Schauspieler und Bauchredner                                                       | 75    |       |
| 30. September | Beryl Booker                      | US-amerikanische Jazzpianistin und Komponistin                                                       | 56    |       |
| 30. September | Albert Hewett Coons               | US-amerikanischer Mediziner                                                                          | 66    |       |
| 30. September | Kurt Haseloff                     | deutscher Offizier, zuletzt Generalmajor im Zweiten Weltkrieg                                        | 84    |       |
| 30. September | Gustav Mensching                  | deutscher vergleichender Religionswissenschaftler; evangelischer Theologe                            | 77    |       |
| 30. September | Fritz Rieger                      | deutscher Dirigent und Generalmusikdirektor                                                          | 68    |       |
| 30. September | Georg Segler                      | deutscher Agrarwissenschaftler, Ingenieur, Autor und Erfinder                                        | 72    |       |
| 30. September | Iris Wittig                       | deutsche Militärpilotin                                                                              | 50    |       |